# 惠民醫院
惠民醫院，全名天主教靈醫會醫療財團法人惠民醫院（義大利語：L’Ospedale San Camillo），設立於1957年，是一所由天主教靈醫會籌辦於臺灣澎湖縣馬公市的醫院，前身為「瑪利診所」（或稱「瑪琍小診所」、「瑪琍診所」）。

## 簡史
1946年，天主教靈醫會成員（多數為義大利籍）在中國雲南開始「醫治病人，傳揚福音」的事工；中國共產黨控制當地後，靈醫會成員被驅逐出境，於是在1952年前往臺灣宜蘭及澎湖。抵達澎湖後，他們接手經營聖母聖心會的修女在馬公聖堂旁創辦的「瑪利診所」，繼續開展醫療及傳道工作。
在全民健康保險實施前，當地醫療費用普遍昂貴，且1950年代當地僅有兩間稍具規模的醫院（分別是省立澎湖醫院與海軍醫院；前者設備簡陋，且病床數40張，幾乎供不應求；後者則僅接受軍人患者，並不開放一般民眾看診）。有鑑於此，靈醫會認為有在澎湖設立醫院的必要性；同時，為了讓病情較嚴重且不便返家的患者得以住院接受治療，會士羅德信神父（Antonio Crotti）便長年四處奔走、募集經費，終於在1957年5月12日設立有20張住院病床的「惠民醫院」（義大利語：L’Ospedale San Camillo，以紀念靈醫會創始者聖嘉民）。此後，惠民醫院經常收容貧困且無人照料的患者，讓醫院作為他們暫時居住及接受照護的場所。
醫院在設立後開始與澎湖縣衛生局合作，前往當地各鄉村進行巡迴診療；最初，約莫每兩周一次於馬公鎮（現為馬公市）烏崁里、湖西鄉沙港村、白沙鄉講美村和西嶼鄉赤馬村提供醫療服務，不少貧苦百姓因此受惠。1971年，惠民醫院在白沙鄉通樑村設置醫療巡迴站，每日派遣醫療車停留當地。
1980年，經多位神父及靈醫會成員奔走各地募款，醫院得以增購院區，興建五層醫療大樓，病床數也由25床增至120床，成為澎湖地區重要醫療中心。
1990年代，醫院曾因全民健康保險實施等緣故，大量流失醫師，並曾一度面臨關閉危機；後來，經院長向教會爭取調派耕莘醫院醫師前來支援，危機方暫時消解。
1995年，惠民醫院醫療大樓完工啟用。:97-108
1998年2月17日，惠民醫院正式成立「護理之家」。

## 軼事
2016年1月，臺灣舉重選手郭婞淳（她在同年8月參加奧運時獲銅牌獎項）計畫使用比賽獎金新臺幣150萬元捐贈救護車予台東聖母醫院；由於該院不缺救護車，她經羅東聖母醫院轉介，捐予較缺救護車的澎湖惠民醫院。

## 歷任院長
| 名字   | 本名                 | 任期                   | 備註       |
| ------ | -------------------- | ---------------------- | ---------- |
| 羅德信 | Antonio Crotti       | 1957－1959年           |            |
| 呂道南 | Anthony Didone       | 1959－1967年           |            |
| 達神家 | Giuseppe Dalla Ricca | 1971－1973年           |            |
| 王理智 | Francesco Avi        | 1973－1985年           |            |
| 何義士 | Davide Luigi Giordan | 1985－1999年           | 過世於任內 |
| 鄭光智 |                      | ？－2015年             | 臺灣籍     |
| 陳仁勇 |                      | 2015年12月－2021年12月 | 臺灣籍     |
| 張明哲 |                      | 2022年1月－            | 臺灣籍     |

## 圖輯

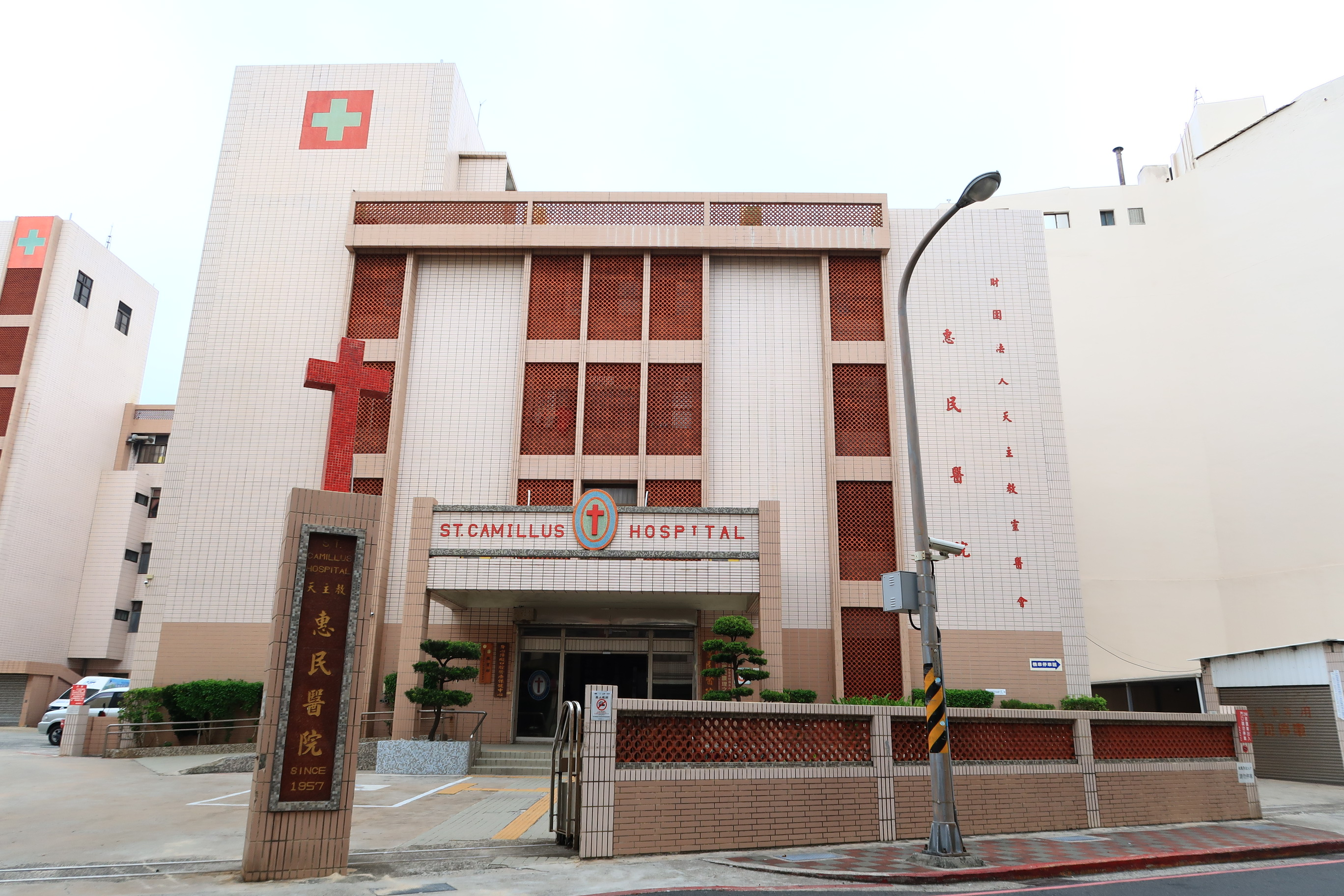
急診大樓
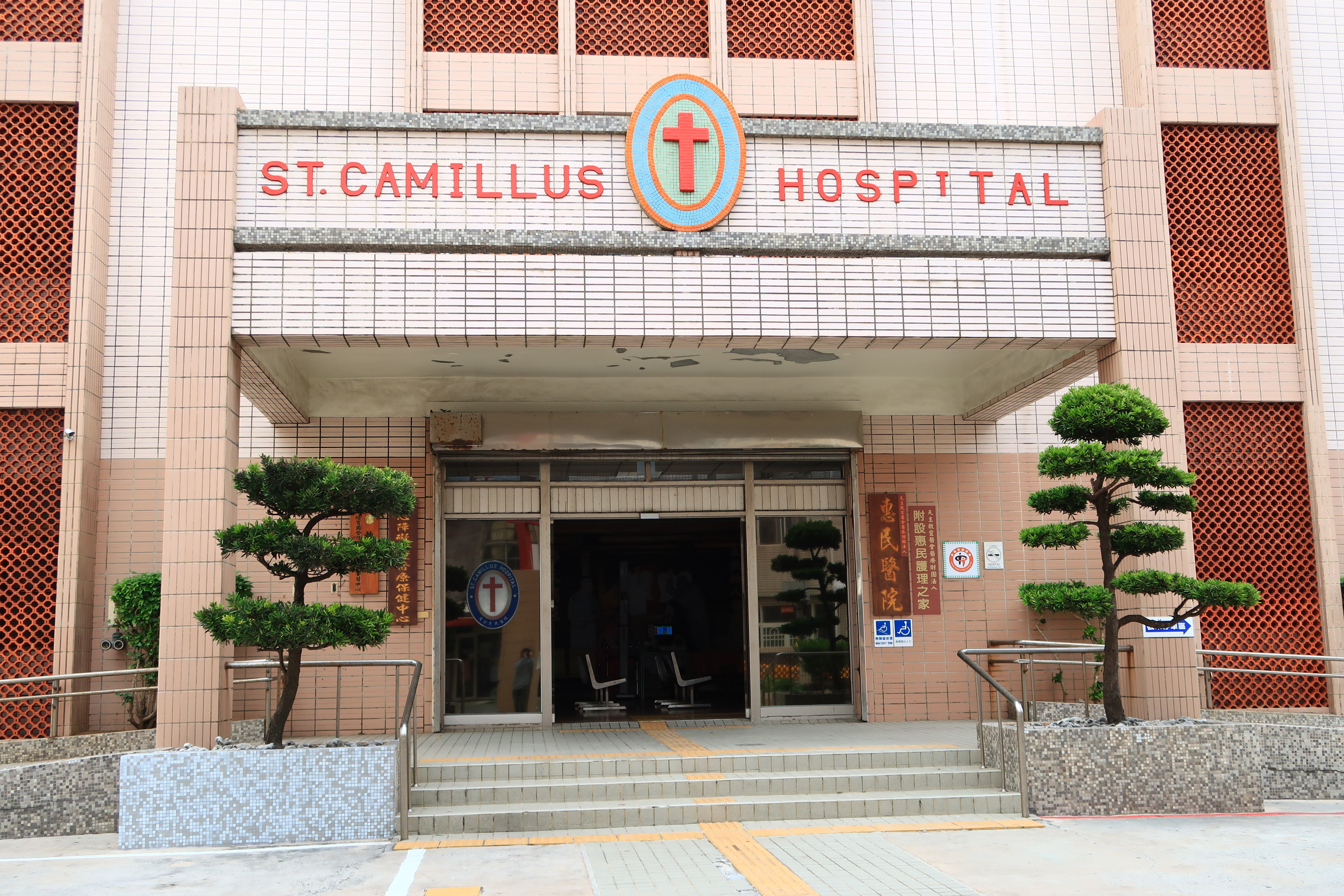
急診入口
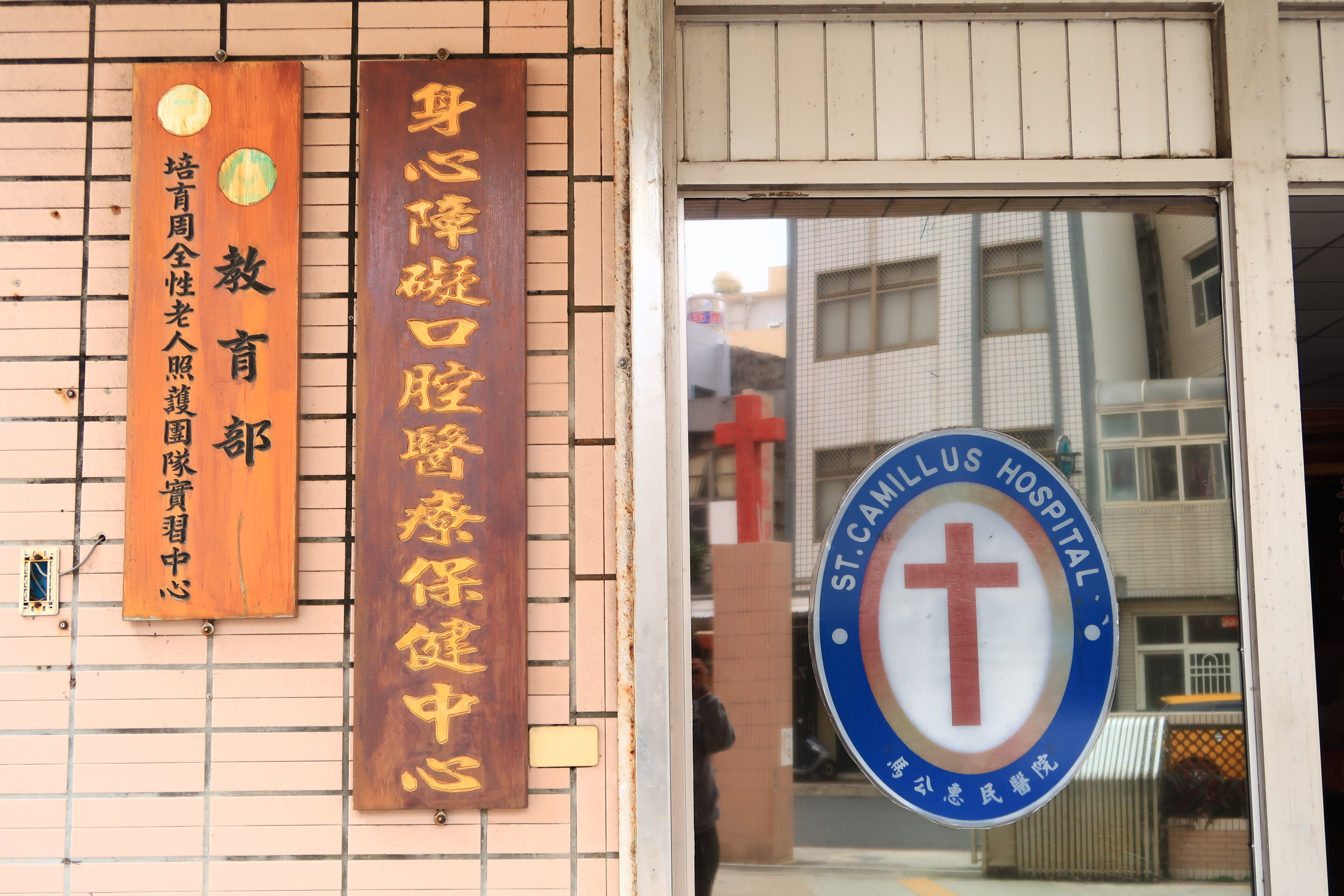
保健中心入口
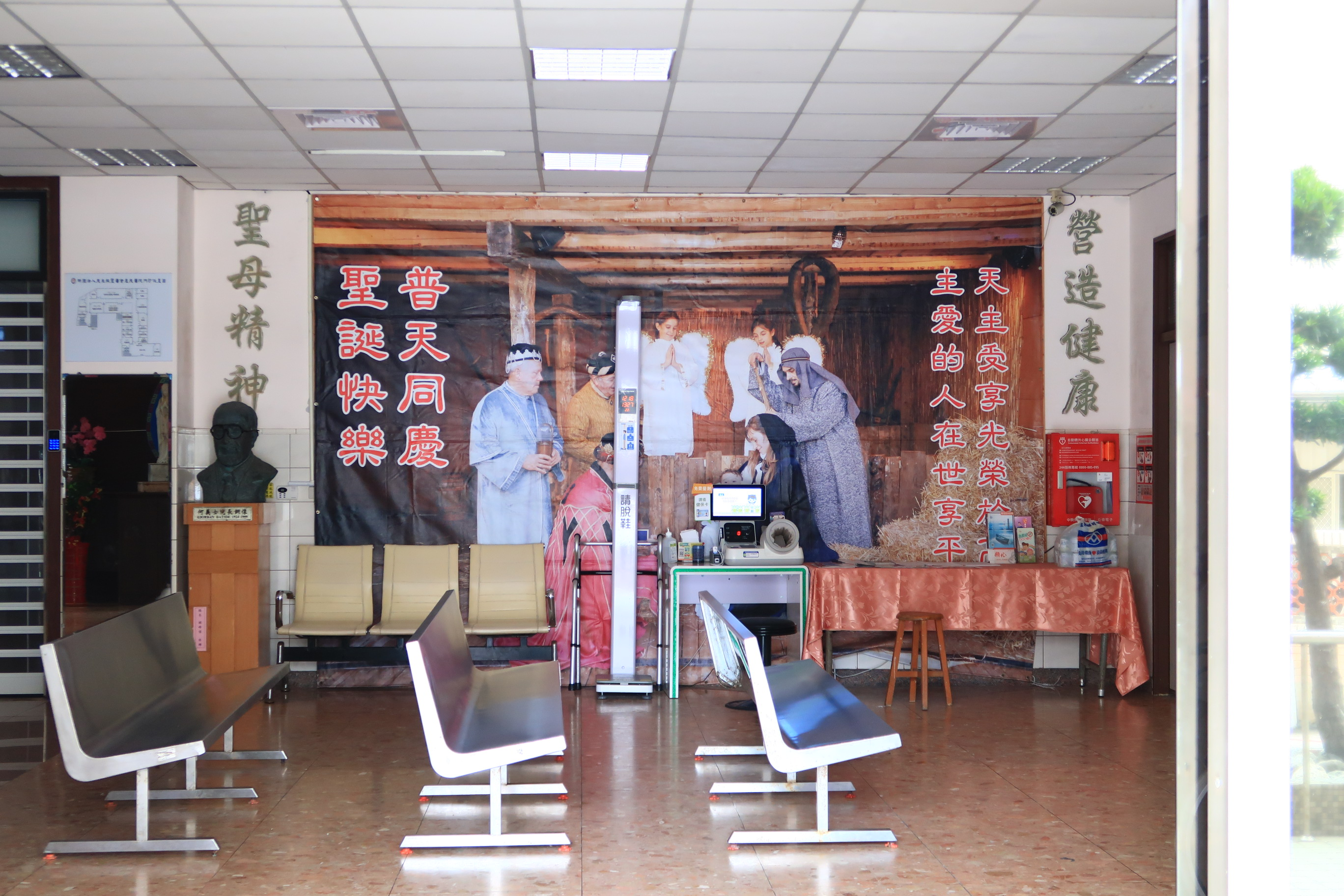
候診大廳處
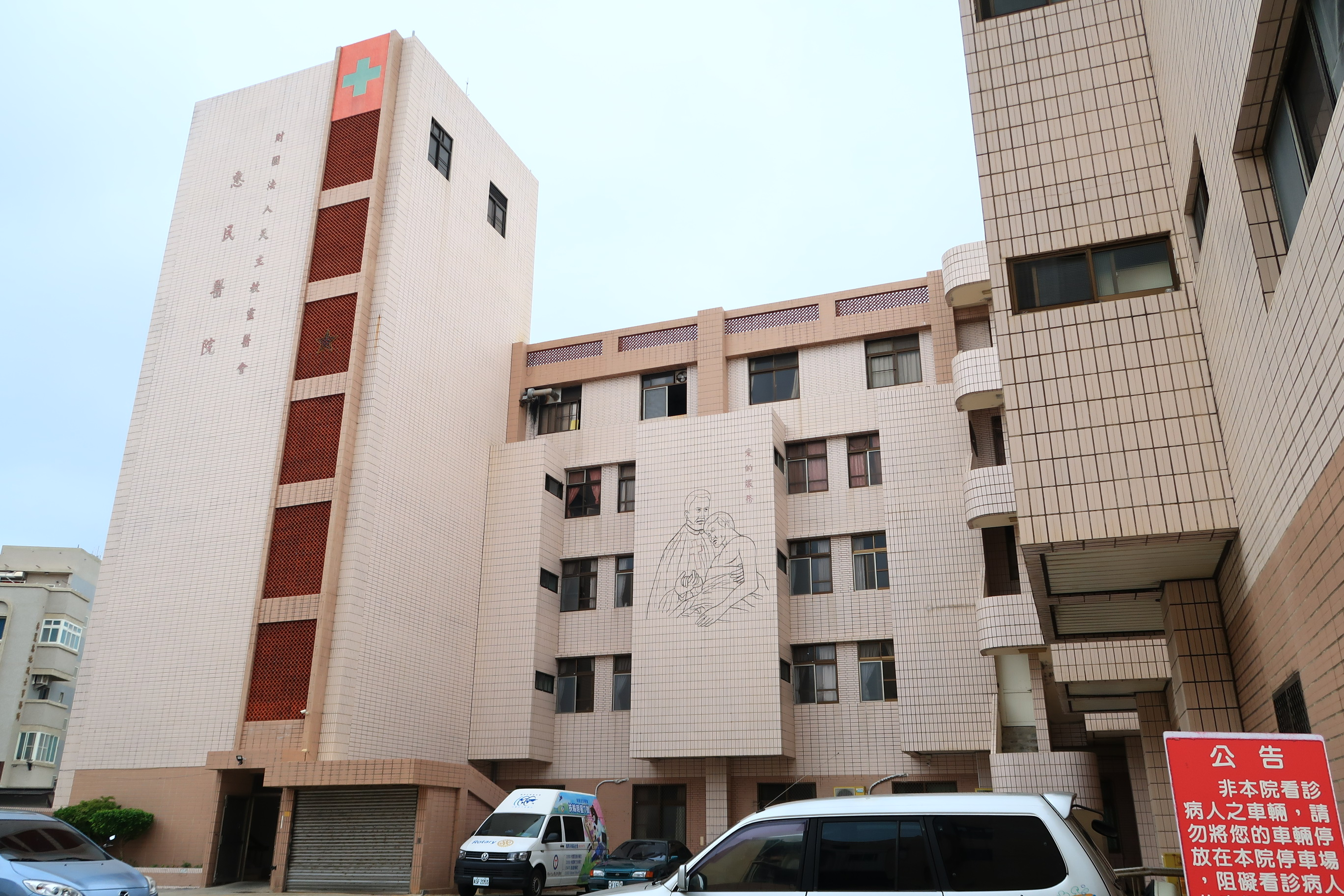
醫療大樓

## 外部連結
- 天主教靈醫會醫療財團法人惠民醫院 （页面存档备份，存于）
- 惠民醫院Facebook粉絲專頁 （页面存档备份，存于）